# Диан дьо Поатие
Диан дьо Поатие (на френски: Diane de Poitiers), графиня на Сен Валие, херцогиня на Етамп и Валантиноа, е метреса на крал Анри II. Прочута с красотата и властолюбието си, тя упражнява голямо влияние върху краля.

## Живот
Останала без майка на 6-годишна възраст, Диан прекарва юношеството си до Ан дьо Божьо, строга жена, успяла да си спечели авторитет сред аристокрацията по време на регентството си над младия си брат Шарл VIII. С нейна подкрепа на 16 април 1515 г., едва 15-годишната Диан се омъжва за 55-годишния Луи дьо Брезе, внук на Шарл VII и любовницата му Агнес Сорел. Диана му ражда две дъщери.
Диан дьо Поатие става дама от свитата на Клод Френска, след това на Луиза Савойска и накрая на Елеонора Хабсбургска.
След поражението при Павия (1525) дофинът Франсоа и по-малкият му брат Анри (бъдещият Анри II) са взети за заложници в замяна на свободата на техния баща Франсоа I. Поради забавяне на плащането на откупа за тях на двамата принцове им се налага да прекарат четири години (1526 – 1530) под строга охрана, откъснати от света и в неизвестност за бъдещето си. Анри се посвещава на четене на рицарски романи и вероятно това, както и неговата изолация, спомага впоследствие при завръщането си във Франция да открие в лицето на Диан своята „Дама на сърцето“. Анри по това време е на 11 години, а 31-годишната Диан дьо Поатие е натоварена от баща му да се грижи за неговото образование.
Луи дьо Брезе умира през 1531 г. и оттогава насетне Диан носи неизменно облекло на вдовица като от цветовете, които тя облича, по-късно Анри се вдъхновява за своята обичайна ливрея (черно и бяло със златни райета). С остър усет към финансите, след смъртта на съпруга си Диан си спечелва правото да се разпорежда с наследството на дъщерите си и да управлява доходите от земите им. Оттогава нататък тя не спира да увеличава богатството си.
През 1533 г. Анри II се жени за Катерина де Медичи и на Диан е поверено образованието за техните деца, които задължения тя запазва до 1551 г.
От запазената кореспонденция се предполага, че Диан става метреса на Анри от 1538 г. Тяхната връзка, за която споменават редица съвременни писатели, сред които Пиер дьо Брантом, в действителност остава много дискретна, но влиянието, което Диан упражнява върху Анри, е тотално – тя е не само негова любовница, но и негова кръстница и съветница. Анри има и други любовни връзки, всички обаче много кратки. Най-известни сред останалите му любовници са Филипа Дучи, Джейн Стюарт и Никол дьо Савини. От първата, срещната при един военен поход в Пиемонт, Анри има дъщеря, която е изпратена във Франция и е поверена на грижите на Диан дьо Поатие, като дори е и кръстена на нейно име – Диана. Връзката с Джейн Стюарт изглежда е окуражавана от Ан дьо Монморанси, която търси начин да отстрани Диан дьо Поатие от краля заради тесните ѝ връзки с рода Гиз. Диан, която по същото време отсъства от двора поради влошено здраве, побързва да се върне обратно, предупредена от херцозите Гиз, и успява да издейства Джейн Стюарт да бъде изпратена в Шотландия веднага след като тя ражда от Анри син – бъдещият Анри д`Ангулем (1551 – 1586). От Никол дьо Савини Анри също има син, Анри дьо Сен-Реми, но не го признава, тъй като храни съмнения относно бащинството си.
Диан дьо Поатие запазва влиянието си в двора до смъртта на краля през 1559 г. След това обаче изпада в немилост – Катерина де Медичи не я допуска до смъртното ложе на краля, забранява появата ѝ на погребението и я задължава да върне подарените ѝ от краля бижута. Диан се оттегля в замъка Ане, който се намира край едноименния френски град Ане, където умира на 66-годишна възраст. Дъщеря ѝ ѝ издига гробница и поставя нейна статуя в църквата в Ане, но по време на Революцията през 1795 г., гробницата ѝ е поругана и останките ѝ са преместени в гроб встрани от църквата с изключение на косите ѝ, които членовете на революционния комитет си разделят за спомен. Саркофагът ѝ е превърнат в корито, а оловният му цокъл е използван от революционерите за отливане на куршуми.
Диан дьо Поатие е известна като голям меценат. Покровителства голям брой архитекти, художници и скулптори, а също поети като Пиер дьо Ронсар.

## Деца
От брака си с Луи дьо Брезе има децата:
- Франсоаз дьо Брезе (1518 – 1574), графиня на Молеврие, баронеса на Мони и Серинян;
- Луиза дьо Брезе (1521 – 1577), съпруга на херцог Клод II Д`Омал, брат на Мари дьо Гиз.